# The Sandman (serie televisiva)
The Sandman è una serie televisiva statunitense creata da Neil Gaiman, David S. Goyer e Allan Heinberg, basata sull'omonimo fumetto di Neil Gaiman, pubblicato dalla DC Comics, e distribuita su Netflix dal 5 agosto 2022 al 31 luglio 2025.

## Trama
Nel 1916, Morfeo, il re dei sogni e uno dei sette Eterni, viene catturato durante un rituale dall'aristocratico britannico Roderick Burgess che era intenzionato a catturare Morte, sorella di Morfeo, per far riportare in vita suo figlio Randall, caduto durante la battaglia di Gallipoli. Roderick Burgess si impossessa dei suoi strumenti (un elmo, un rubino e un sacchetto di sabbia) e li usa per arricchirsi. Quando Morfeo riuscirà a liberarsi scoprirà che negli anni in cui è mancato il suo regno è andato distrutto. Morfeo è deciso a riportare l'ordine e lo splendore nel suo regno, Il Sogno, ma per farlo deve riacquistare i suoi poteri tramite i tre oggetti che gli sono stati rubati.

## Episodi
| Stagione         | Episodi | Episodi | Pubblicazione |
| ---------------- | ------- | ------- | ------------- |
| Prima stagione   | 11      | 10      | 2022          |
| Prima stagione   | 11      | 1       | 2022          |
| Seconda stagione | 12      | 6       | 2025          |
| Seconda stagione | 12      | 5       | 2025          |
| Seconda stagione | 12      | 1       | 2025          |

## Personaggi e interpreti

### Personaggi principali
- Morfeo (stagione 1-2), interpretato da Tom Sturridge, doppiato da Stefano Crescentini.
- Lucifer (stagione 1-2), interpretato da Gwendoline Christie, doppiato da Sabrina Duranti.
- Lucienne (stagione 1-2), interpretata da Vivienne Acheampong, doppiata da Mattea Serpelloni.
- Il Corinzio (stagione 1, ricorrente 2), interpretato da Boyd Holbrook, doppiato da Ruggero Andreozzi.
- Morte (stagione 1-2), interpretata da Kirby Howell-Baptiste, doppiata da Chiara Gioncardi.
- Johanna Costantine (stagione 1-2), interpretata da Jenna Coleman, doppiata da Gaia Bolognesi.
- John Dee (stagione 1), interpretato da David Thewlis, doppiato da Franco Mannella.
- Rose Walker (stagione 1, ricorrente 2), interpretata da Vanesu Samunyai, doppiata da Luna Iansante.
- Lyta Hall (stagione 1-2), interpretato da Razane Jammal, doppiata da Valentina Favazza.
- Unity Kinkaid (stagione 1), interpretata da Sandra James-Young, doppiata da Stefanella Marrama.
- Matthew Cable (stagione 1-2), voce originale di Patton Oswalt, italiana di Alessandro Quarta.

### Personaggi ricorrenti
- Ethel Cripps (stagione 1), interpretata da Joely Richardson, doppiata da Alessandra Korompay.
- Abele (stagione 1-2), interpretato da Asim Chaudhry, doppiato da Gabriele Sabatini.
- Caino (stagione 1-2), interpretato da Sanjeev Bhaskar, doppiato da Alessio Cigliano.
- Desiderio (stagione 1-2), interpretato da Mason Alexander Park, doppiato da Manuel Meli.
- Disperazione (stagione 1-2), interpretata da Donna Preston, doppiata da Eva Padoan.
- Gilbert / Paradiso dei marinai (stagione 1-2), interpretato da Stephen Fry, doppiato da Massimo Lopez.
- Death Stalker (stagione 1), interpretato da Gianni Calchetti.
- Chantal (stagione 1), interpretata da Martina Merenda.
- Jed Walker (stagione 1), interpretato da Eddie Karanja, doppiato da Alberto Vannini.

## Produzione

### Sviluppo
Le prime idee per realizzare un adattamento di Sandman, il fumetto scritto da Neil Gaiman e pubblicato dalla DC Comics dal 1989 al 1996, nacquero durante i primi anni 90', ma rimasero costantemente bloccate nel Development hell.
Dopo vari tentativi di realizzare un lungometraggio, nel 2010 la DC Entertainment decise di iniziare a lavorare ad un adattamento televisivo. Nel giugno 2019 Netflix ha firmato un accordo con la Warner Bros., che aveva in precedenza acquisito i diritti del fumetto, per produrre la serie, ordinando nello stesso mese la realizzazione di undici episodi.
Il 2 novembre 2022 la serie è stata rinnovata per una seconda stagione.
Il 31 gennaio 2025 Netflix annuncia che la serie si concluderà con la seconda stagione.

### Cast
Patton Oswalt è stato il primo attore a essere scelto per recitare nella serie. Nel gennaio 2021, Tom Sturridge, Gwendoline Christie, Vivienne Acheampong, Boyd Holbrook, Charles Dance, Asim Chaudhry e Sanjeev Bhaskar sono entrati a far parte del cast principale, così come Kirby Howell-Baptiste, Mason Alexander Park, Donna Preston, Jenna Coleman, Niamh Walsh, Joely Richardson, David Thewlis, Kyo Ra, Stephen Fry, Gianni Calchetti, Razane Jammal, Sandra James Young e Oswalt nel maggio successivo.
La scelta di alcuni attori di genere non-binario e di colore ha generato polemiche da parte di diversi fan del fumetto.

### Riprese
Le riprese della serie sarebbero dovute iniziare verso la fine di maggio 2020, prima di essere posticipate a causa della pandemia di COVID-19. Le riprese principali sono iniziate il 15 ottobre 2020 e sono terminate nell'agosto dell'anno successivo.

## Promozione
Il teaser è stato diffuso online il 6 giugno 2022, accompagnato dal primo poster; mentre il trailer completo è stato distribuito il 24 luglio successivo.

## Distribuzione
La prima stagione è stata pubblicata su Netflix il 5 agosto 2022. Il 19 agosto 2022 è stato distribuito l'undicesimo episodio extra della prima stagione diviso in due parti: una animata e una live action.

## Accoglienza

### Ascolti
The Sandman è stata l'ottava serie televisiva in lingua inglese più vista su Netflix nel 2022, trascorrendo 7 settimane nella top ten globale.

### Critica
La serie è stata accolta positivamente dalla critica. Sull'aggregatore di recensioni Rotten Tomatoes ottiene l'85% delle recensioni professionali positive, con un voto medio di 7,6 su 10 basato su 59 critiche, mentre su Metacritic ha un punteggio di 66 su 100 basato su 27 recensioni.

## Spin-off
Nel settembre 2021, HBO Max ha ordinato un episodio pilota per una serie TV basata sul fumetto Dead Boy Detectives di Gaiman. La serie ha ricevuto il via libera entro aprile 2022. Dead Boy Detectives è stato spostato su Netflix nel febbraio 2023. Nell'aprile 2023, Gaiman ha confermato che la serie si sarebbe svolta nella stessa continuity di The Sandman, e che Kirby Howell-Baptiste avrebbe ripreso il suo ruolo di Morte nel primo episodio.